# Angéline Japsenne
 (mai 2025).
Si vous disposez d'ouvrages ou d'articles de référence ou si vous connaissez des sites web de qualité traitant du thème abordé ici, merci de compléter l'article en donnant les références utiles à sa vérifiabilité et en les liant à la section « Notes et références ».
 (mai 2025).
La mise en forme du texte ne suit pas les recommandations de Wikipédia : il faut le « wikifier ».
Les points d'amélioration suivants sont les cas les plus fréquents :
- Les titres sont pré-formatés par le logiciel. Ils ne sont ni en capitales, ni en gras.
- Le texte ne doit pas être écrit en capitales (les noms de famille non plus), ni en gras, ni en italique, ni en « petit »…
- Le gras n'est utilisé que pour surligner le titre de l'article dans l'introduction, une seule fois.
- L'italique est rarement utilisé : mots en langue étrangère, titres d'œuvres, noms de bateaux, etc.
- Les citations ne sont pas en italique mais en corps de texte normal. Elles sont entourées par des guillemets français : « et ».
- Les listes à puces sont à éviter, des paragraphes rédigés étant largement préférés. Les tableaux sont à réserver à la présentation de données structurées (résultats, etc.).
- Les appels de note de bas de page (petits chiffres en exposant, introduits par l'outil «  Source ») sont à placer entre la fin de phrase et le point final[comme ça].
- Les liens internes (vers d'autres articles de Wikipédia) sont à choisir avec parcimonie. Créez des liens vers des articles approfondissant le sujet. Les termes génériques sans rapport avec le sujet sont à éviter, ainsi que les répétitions de liens vers un même terme.
- Les liens externes sont à placer uniquement dans une section « Liens externes », à la fin de l'article. Ces liens sont à choisir avec parcimonie suivant les règles définies. Si un lien sert de source à l'article, son insertion dans le texte est à faire par les notes de bas de page.
- La présentation des références doit suivre les conventions bibliographiques. Il est recommandé d'utiliser les modèles {{Ouvrage}}, {{Chapitre}}, {{Article}}, {{Lien web}} et/ou {{Bibliographie}}. Le mode d'édition visuel peut mettre en forme automatiquement les références.
- Insérer une infobox (cadre d'informations à droite) n'est pas obligatoire pour parachever la mise en page.

Pour une aide détaillée, merci de consulter Aide:Wikification.
Si vous pensez que ces points ont été résolus, vous pouvez retirer ce bandeau et améliorer la mise en forme d'un autre article.
Angéline Japsenne, née le 31 juillet 1887 à Verviers et morte en 1988 à Bruxelles, est une préceptrice et figure importante du mouvement ouvrier féminin chrétien. En effet, de 1920 à 1932 elle a occupé le poste de secrétaire nationale de la Ligue ouvrière féminine chrétienne (LOFC), la branche francophone d'une section du mouvement ouvrier chrétien,. 

## Biographie

### Origines
Issue d'une modeste famille ouvrière, elle est rapidement amenée à côtoyer les milieux nobles et bourgeois, en raison de son parcours scolaire et de sa profession. 

### Enseignement
Après avoir obtenu de brillants résultats à l'école normale de Liège, elle commence une carrière professionnelle durant la guerre, comme préceptrice attachée à une famille louvaniste. C'est à l'école normale de Liège qu'Angéline Japsenne rencontre Victoire Cappe.

### Engagement
De 1920 à 1932, Angéline Japsenne occupe le poste de secrétaire générale de la Ligue ouvrière féminine chrétienne (LOFC), fondée par Victoire Cappe.
Au sein de la ligue, son engagement s'inscrit dans la pensée sociale catholique dominante de l’époque, qui attribue des rôles sociaux distincts selon le genre : les hommes dans la sphère publique et professionnelle, les femmes dans la sphère domestique. Elle défend une conception du travail ménager comme une vocation naturelle des femmes et soutient les positions de la militante flamande Maria Baers, opposée au travail féminin à l’extérieur du foyer. Dès son arrivée, Angéline Japsenne oriente le mouvement vers la promotion et la formation de la femme des milieux populaires, que ce soit en tant que mère, épouse ou ménagère.

#### Angéline Japsenne et Victoire Cappe
A partir de 1924, la relation entre les deux femmes, amies d'enfance et collègues ensuite, devient tendue. D'une part, leurs idées diffèrent et d'autre part, Angéline Japsenne souhaite se délier de la tutelle de Victoire Cappe, souhaitant davantage d'autonomie. Victoire Cappe a des idées très ambitieuses pour le mouvement, alors qu'Angéline Japsenne est plus réaliste et pragmatique. A la fin de l'année 1924, Angéline Japsenne voit une véritable possibilité de renforcer l'autonomie du mouvement par l'édition d'un journal des dirigeantes, puisqu'il apparait que le mouvement, après la clôture des comptes, fonctionne très bien. C'est là que se créé le "Moniteur des Ligues Ouvrières Féminines Chrétiennes de Belgique", qui fait concurrence à l'édition sociale préexistante du mouvement, nommée "La Femme belge". Le Moniteur a pour but de transmettre les informations entre les différents comités de direction du mouvement des Ligues Ouvrières Féminines Chrétiennes. Dans un premier temps, Victoire Cappe souhaite que ce Moniteur soit publié en parallèle de celui qui existe déjà. Toutefois, le Moniteur prendra son propre chemin à partir de mai 1925 et "La Femme belge" ne survivra pas. C'est là que débute alors la concurrence entre d'un côté la Fédération nationale et, de l'autre, le Secrétariat général. 

#### Logement ouvrier et habitat rationnel
En 1929, Japsenne représente la Ligue ouvrière féminine chrétienne (LOFC) au congrès du CIAM (Congrès international d'Architecture Moderne) à Francfort, consacré au logement minimum (Die Wohnung for das Existenzminimum). Elle y découvre les principes de l'habitat fonctionnel et hygiénique destinés aux classes populaires. Dans le périodique La Femme Belge, elle publie un article intitulé La maison "minimum", dans lequel elle insiste sur l'importance d'un aménagement intérieur rationnel, en particulier de la cuisine, conçue comme pièce centrale de la vie familiale. 
Elle appelle à la collaboration entre architectes et femmes au foyer afin de concevoir des cuisines adaptées à la réalité quotidienne. Selon elle, une cuisine bien pensée devait permettre de limiter la fatigue des femmes, tout en assurant un haut niveau d'hygiène.

#### Formation domestique et catholicisme social
Japsenne milite pour l'éducation des femmes ouvrières aux pratiques domestiques dans une optique de renforcement de la cellule familiale. Elle défend un modèle de pédagogie domestique fondé sur la répartition genrée des rôles, la maternité et le ménage étant perçus comme les vocations naturelles de la femme. Dans cette perspective, elle soutient la diffusion de modèles d'habitation adaptés à ces principes éducatifs et familiaux. 

#### Fonctions institutionnelles et pédagogiques
En 1932, elle devient membre du Conseil supérieur de l’enseignement technique. L'année suivante, elle devient vice-présidente des Ligues féminines francophones. Elle assure également la rédaction du mensuel La Ligue des femmes, principal moyen de diffusion des idées de la Ligue. Ce journal jouait un rôle central dans la formation et l'information des femmes ouvrières chrétiennes en Belgique. Ce périodique abordait des thèmes tels que l'organisation du foyer, la formation des femmes et les enjeux sociaux de l'époque. Angeline Japsenne devient également membre du Conseil central et du Comité exécutif de la Ligue nationale des travailleurs chrétiens, qui considère les LOFC comme l'organisation générale des femmes de la classe ouvrière.
En décembre 1932, lors de la Xe Semaine sociale universitaire catholique, elle plaide pour l'instauration d'un enseignement ménager obligatoire pour les jeunes filles de toutes les classes sociales. Elle met en avant la nécessité de former les filles de 14 à 16 ans aux responsabilités domestiques, indépendamment des parcours scolaires qu’elles choisiront par la suite. Cette proposition est soutenue par les catholiques ainsi que par les socialistes, qui y voient un moyen de promouvoir l’éducation pratique des jeunes filles. Dans la continuité de cette position, l'Ecole pratique de formation familiale et ménagère est fondée en 1934 sous l'égide du mouvement associatif féminin catholique. Les sections locales des Ligues ouvrières féminines chrétiennes multiplient les initiatives en matière d'éducation ménagère : elles organisent des cours de cuisine, de repassage, de raccommodage, ainsi que des "écoles familiales", consistant en des cycles de conférences ménagères d'une quarantaine d'heures par an.
A la suite de plusieurs voyages d’études, Japsenne élabore une méthode moderne d’enseignement fondée sur les principes du scientific house management, visant à moderniser l'enseignement ménager. Toutefois, ses idées sont vivement critiquées par les féministes égalitaires, qui les considèrent comme un renforcement des inégalités de genre.
Elle dirige l’École pratique de formation familiale et ménagère jusqu’à sa retraite en 1952.

#### Adaptation aux réalités économiques
Au fil des années, et face aux contraintes de la crise économique des années 1930, Japsenne adapte progressivement ses positions. Si elle prônait initialement la séparation entre cuisine et salon, elle soutient en 1939 un modèle de maison ouvrière intégrant une cuisine familiale, inspirée des conceptions des guildes chrétiennes féminines flamandes (Christelijke Vrouwengilden). Ce changement reflète une prise en compte des réalités économiques des foyers ouvriers, pour qui un espace unique permettait de favoriser la vie familiale dans un cadre restreint.

### Mort
Angéline Japsenne décède à Bruxelles en 1988, en étant titulaire de la Croix de chevalier de l'Ordre de Léopold. Elle en a été décorée en reconnaissance de son engagement exceptionnel en faveur des femmes ouvrières chrétiennes et de son rôle dans la promotion du bien-être social en Belgique au début du XXe siècle.

## Postérité et hommages
Angéline Japsenne était une figure emblématique du catholicisme social féminin en Belgique. Elle a contribué à articuler les enjeux de l'habitat, de l'émancipation domestique et de la stabilité familiale dans une perspective chrétienne et genrée. Elle a également encouragé le dialogue entre le monde ouvrier, les architectes modernes et les cercles féminins bourgeois.
Malgré son rôle central dans le mouvement ouvrier féminin chrétien en Belgique, Angéline Japsenne demeure une figure relativement méconnue du grand public. Aucune rue, école ou institution ne porte son nom à ce jour. 
Son travail a néanmoins retenu l'attention de plusieurs chercheuses et chercheurs en histoire sociale et du genre. Ses prises de position sur le logement ouvrier et l'organisation du foyer ont été citées dans des études assez récentes sur l'architecture rationnelle et le catholicisme sociale en Belgique. Ses publications dans la période La Ligue des femmes constituent aujourd'hui des sources importantes pour l'étude des politiques féminines dans l'entre-deux-guerres.